# Helina crepedoseta
Helina crepedoseta este o specie de muște din genul Helina, familia Muscidae, descrisă de John Otterbein Snyder în anul 1940. Conform Catalogue of Life specia Helina crepedoseta nu are subspecii cunoscute.